# Eric Carr

The Fox, Carrs-masker bij KISS

Eric Carr (New York, 12 juli 1950 – aldaar, 24 november 1991) werd geboren onder de naam Paul Charles Caravello en is het meest bekend van zijn carrière als drummer in de populaire band KISS.

## Loopbaan
Omdat Peter Criss problemen had met KISS, drumde hij grotendeels niet mee op Dynasty (1979). Ook op Unmasked (1980) was Peter niet van de partij. De drumpartijen werden ingespeeld door Anton Fig. Zijn naam werd echter niet genoemd op de albums. Anton is nooit de officiële drummer van KISS geweest. Peter had geen compleet album meer opgenomen sinds Love Gun (1977). Hij stopte met de band en de overgebleven leden hielden een open auditie voor een nieuwe drummer. Caravello wilde uit zijn bandje The Cellarmen, en werd door zijn vrienden en bandgenoten aangespoord om te solliciteren bij KISS. Na de auditie werd Carr de officiële drummer.
Voordat hij drummer werd bij KISS, maakte Carr fornuizen schoon voor de kost. Tussentijds speelde hij ook nog in allerlei bandjes (onder andere The Cellarmen). Toen Carr bij KISS kwam wilde hij als artiestennaam "Rusty Blades" kiezen, maar Paul Stanley zei hem dat hij beter een afkorting van zijn eigen naam kon gebruiken. Carr gebruikte deze naam toen als in-check naam bij hotels. In eerste instantie koos hij als alter ego "The Hawk" (een havik). Hij ontwierp zelf zijn make-up en kostuum. Deze beviel hem echter niet en daarom koos Carr als alter ego "The Fox", oftewel een vos. Hij ontwierp weer zijn eigen make-up en kostuum.
Carrs eerste album met KISS was in 1981, genaamd Music From "The Elder". Het album is eigenlijk een soundtrack voor een film die nooit is uitgekomen.
Carr had een kenmerkende drumstijl. Hij speelde strak en agressief. Totaal anders dan de softere, door jazz beïnvloede stijl van Peter Criss. De stijl van Carr is het beste te horen op het album Creatures Of The Night (1982).
Hij was ook betrokken bij het verwijderen van de make-up van de bandleden in de Lick It Up-tijd (1983).
Naast zijn legendarische drumtalent was Carr ook een goede zanger. Hij zong een remake van de ballad waarmee KISS bekend werd in Europa: Beth. Het nummer werd geplaatst op de verzamel-cd Smashes, Trashes & Hits uit 1988. Beth is origineel gezongen door Peter Criss. Carr gebruikte dezelfde muziek als het origineel. Later had hij er enigszins spijt van. Hij vond dat het Peters nummer was. Hij had het zelf geschreven en gezongen. Daarna heeft Carr het niet meer gezongen.

## Carrs overlijden
Tijdens de tournee om het album Hot In The Shade te promoten, kreeg Carr gezondheidsproblemen. Na een aantal bezoeken bij een arts bleek dat hij een afwijkende vorm van hartkanker had, die zich ondanks operaties en chemotherapie uitbreidde naar zijn longen. Carrs laatste opname met KISS was God Gave Rock & Roll To You II (achtergrondzang). Op een gegeven moment was zijn conditie zo erg achteruitgegaan dat hij, voor datzelfde nummer, niet eens meer de drumpartij kon inspelen. Eric Singer, die eerder ook al in Paul Stanleys soloband speelde, werd tijdelijk ingezet om het nummer af te maken.
Op 24 november 1991 (net als Freddie Mercury van Queen) overleed Carr, 41 jaar oud. Als eerbetoon plaatste KISS met de nieuwe drummer de enige drumsolo van Carr ooit opgenomen met de band op het in 1992 uitgebrachte album Revenge, genaamd Carr Jam 1981.

## The Rockheads
Een van de grootste hobby's van Carr naast drummen was tekenen. The Rockheads was een tekenfilmproject van Carr. Het is een verhaal over drie meisjes en een jongen, Bibi, Roxy, Sandee en Gabby Maxwell, die samen een rockband hebben. Ze willen doorbreken tot aan de top.

## Soloalbum
In heel zijn carrière heeft Carr één soloalbum gemaakt, getiteld Rockology. Er staan opnames op uit 1986 tot en met 1989. Het album kwam pas uit in 2000 onder het label "Spitfire" nadat Bruce Kulick, die eerder met Carr in KISS heeft gespeeld, een paar demo's had afgemaakt. Op Rockology staan 6 complete nummers, en 6 demo's. Demo's zijn op de tracklist aangegeven met een *. Carr speelde zelf slaggitaar, bas, drums, keyboards en zingt alle nummers. De liedjes waar nog geen tekst bij was geschreven zijn scat gezongen. De leadgitaar werd gespeeld door producer Bruce Kulick en aanvullende keyboards door Adam Mitchell. Later is dit album opnieuw uitgegeven.

### Tracklist Rockology
1. Eyes Of Love (1989)
2. Somebody's Waiting (1989)
3. Heavy Metal Baby (1989)*
4. Just Can't Wait (1987)*
5. Mad Dog (1987)*
6. You Make Me Crazy*
7. Nightmare (1987)*
8. Nightmare (live demo 1987)*
9. Too Cool For School (1988)
10. Tiara (1987)
11. Can You Feel It
12. Nasty Boys

De laatste vier nummers zijn ook verschenen op "The Rockheads EP".
De livedemo van Nightmare is een opname met een cassetterecorder in een kleedkamer. Bruce speelt gitaar en Carr tikt met zijn handen op een tafel. Sommige delen van de tekst zijn gezongen en sommige stukken worden gescat. Op het einde valt de cassettespeler op de grond en Bruce en Carr liggen in een deuk.

## Discografie

### Albums met KISS
- Music From "The Elder" (november 1981)
- Killers (mei 1982) (non-U.S.A. uitgave met 4 nieuwe opgenomen nummers)
- Creatures of the Night (oktober 1982)
- Lick It Up (september 1983)
- Animalize (september 1984)
- Asylum (september 1985)
- Crazy Nights (september 1987)
- Smashes, Thrashes & Hits (november 1988) (zang op remake van Beth)
- Hot in the Shade (oktober 1989) (drums op hele album, leadzang op Little Caesar)
- Revenge (mei 1992) (achtergrondzang op God Gave Rock & Roll To You II & drums op Carr Jam 1981)
- You Wanted the Best... You Got the Best! (Japanse versie) (juli 1996) (drums op New York Groove)
- The Box Set (november 2001) (met Eric Carr op cd 3-5)
- The Very Best of KISS (augustus 2002) (drums op nummer 18-20, achtergrondzang op 21)
- Gold (januari 2005) (drums op cd 2; nummer 18-20)

### Soloalbums
- Rockology (april 2000, met opnames van 1986 tot 1989)
- The Rockheads EP (1999, met opnames van 1986 tot 1989)

### Overige albums met Eric Carr
- Bryan Adams: Cuts Like a Knife - mede geschreven aan Don't Leave Me Lonely
- Wendy O. Williams: W.O.W. - drums op Legends Never Die en mede geschreven aan Ain't None Of Your Business
- Ace Frehley: Frehley's Comet - mede geschreven aan Breakout

- Biblioteca Nacional de España: XX1727571
- Gemeinsame Normdatei: 14141703X
- International Standard Name Identifier: 0000 0000 7978 8726
- MusicBrainz: aef38a22-def6-4acd-9152-ac506a776324
- Nationale Bibliotheek van Tsjechië: xx0140969
- Virtual International Authority File: 87500195
- WorldCat: E39PBJycVDVm33CD9QmrTCKrv3